# Diocesi di Belley-Ars

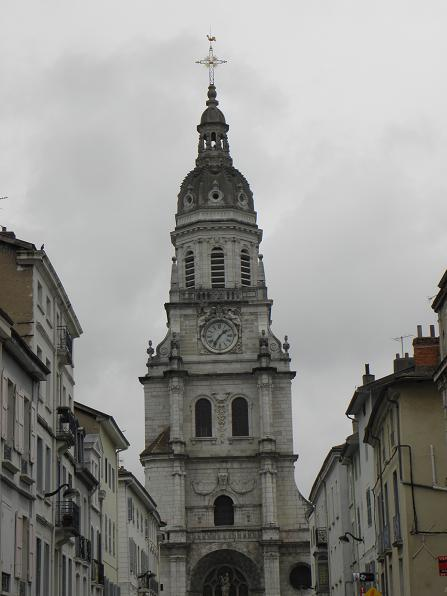
La concattedrale di Nostra Signora a Bourg-en-Bresse.

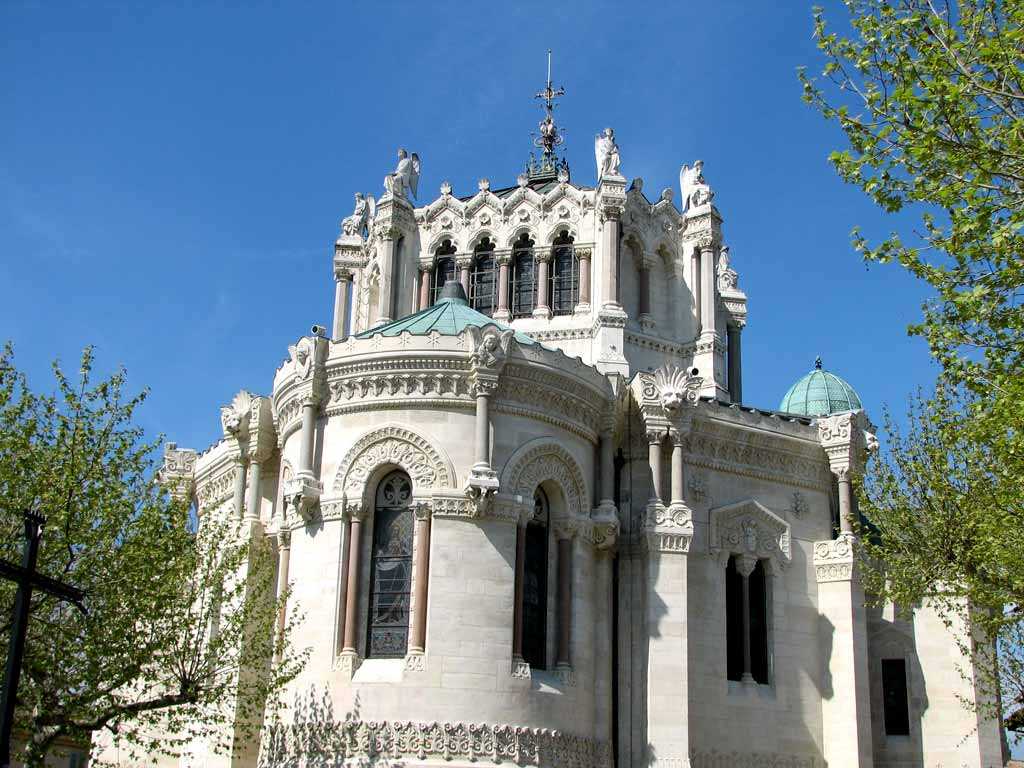
La basilica di Ars-sur-Formans, dove sono raccolte le spoglie di san Giovanni Battista Maria Vianney, conosciuto come curato d'Ars.

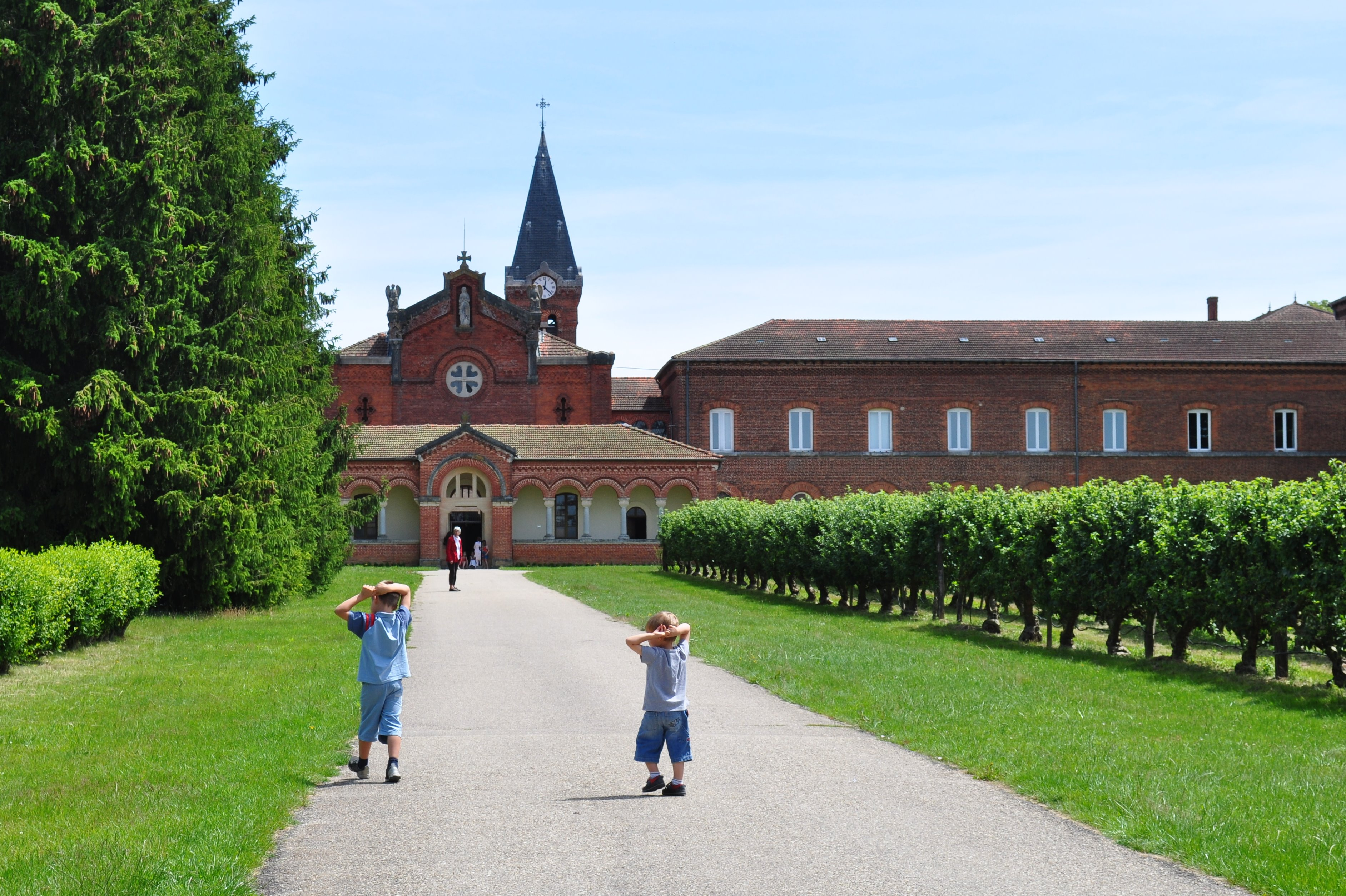
L'abbazia trappista Notre-Dame-des-Dombes, fondata nella seconda metà dell'Ottocento.

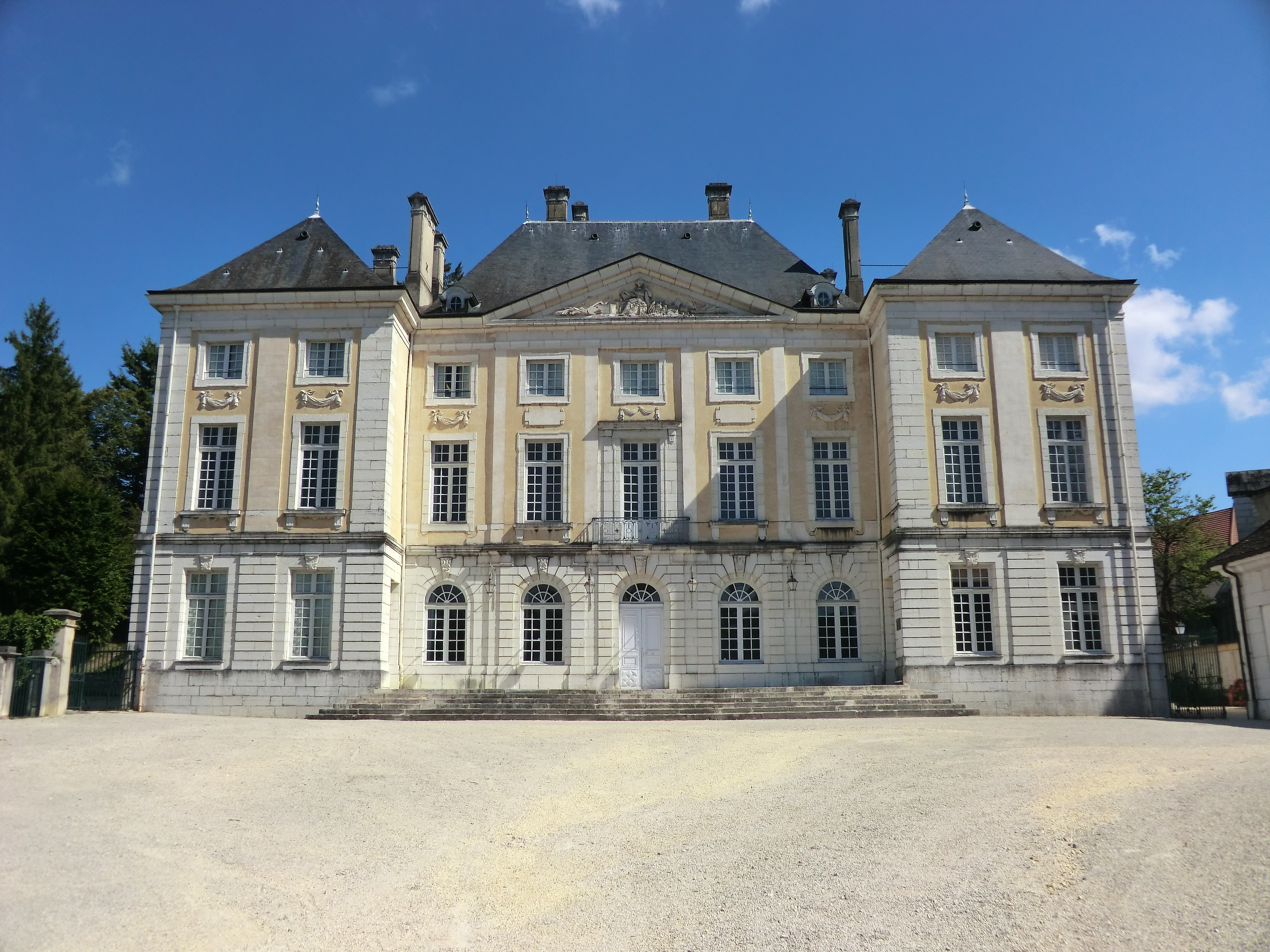
L'ex palazzo episcopale di Belley.

La diocesi di Belley-Ars (in latino Dioecesis Bellicensis-Arsensis) è una sede della Chiesa cattolica in Francia suffraganea dell'arcidiocesi di Lione. Nel 2022 contava 382.000 battezzati su 647.634 abitanti. È retta dal vescovo Pascal Roland.

## Territorio
La diocesi comprende il dipartimento francese dell'Ain.
Sede vescovile è la città di Belley, dove si trova la cattedrale di San Giovanni Battista. Il vescovo diocesano risiede a Bourg-en-Bresse, dove si trova la concattedrale di Nostra Signora.
Il territorio si estende su 5.762 km² ed è suddiviso in 334 parrocchie, raggruppate in tre arcidiaconati e 10 decanati: Bourg-en-Bresse, Bresse, Revermont, Bugey meridionale, alto Bugey, paese di Gex e della Michaille, pianura dell'Ain, Côtière, valle della Saône, Dombes.
In diocesi si trovano due importanti luoghi di pellegrinaggio:
- il paese di Ars, dove san Giovanni Battista Maria Vianney rimase per quarant'anni svolgendo il suo incarico parrocchiale; i suoi resti mortali vi si trovano nella basilica di Santa Filomena;
- la località di Cuet, nel comune di Montrevel-en-Bresse, paese natale di san Pierre-Louis-Marie Chanel, morto martire in Oceania.

## Storia
La diocesi di Belley, secondo gli antichi cataloghi episcopali, è attestata per la prima volta all'inizio del V secolo con il vescovo Audace, benché il primo vescovo storicamente documentato sia Vincenzo, che prese parte al concilio di Parigi del 552. Per motivi non ancora chiari dal punto di vista storico, la diocesi divenne suffraganea dell'arcidiocesi di Besançon, sebbene il suo territorio non fosse contiguo con quello del resto della provincia ecclesiastica.
Il capitolo della cattedrale, istituito fra IX e X secolo, fu inizialmente un capitolo secolare, che adottò nel 1142, con una bolla di papa Innocenzo II, la regola di sant'Agostino, sotto la quale vissero fino alla seconda metà del XVI secolo.
Dall'inizio dell'XI secolo Belley fece parte dei dominii dei conti di Savoia. Federico Barbarossa contrapponendosi ai Savoia, nel 1175 diede al vescovo di Belley il titolo di principe dell'impero, garantendogli alcuni diritti di sovranità sulla città.
Prima della rivoluzione la diocesi comprendeva 112 parrocchie, raggruppate in 8 arcipreture e distribuite tra il Bugey, la Savoia e il Delfinato. Era delimitata dalla diocesi di Ginevra a nord-est, dall'arcidiocesi di Lione a nord-ovest, dall'arcidiocesi di Vienne a sud-ovest e dalla diocesi di Grenoble (dal 1779 la diocesi di Chambéry) a sud-est.
In seguito al concordato con la bolla Qui Christi Domini di papa Pio VII del 29 novembre 1801 la sede fu soppressa. Il suo territorio venne inglobato nelle tre diocesi vicine: il Bugey fu aggregato al territorio dell'arcidiocesi di Lione, la parte savoiarda finì nella diocesi di Chambéry e la parte del Delfinato nella diocesi di Grenoble.
Già nel 1817 era prevista la restaurazione della diocesi di Belley, ma il concordato che aveva preso queste decisioni non fu approvato e le sue decisioni rimasero inattuate. La sede fu ristabilita definitivamente il 6 ottobre 1822 in virtù della bolla Paternae charitatis di papa Pio VII con un territorio assai più vasto dell'antica diocesi. Infatti, la nuova diocesi, corrispondente al dipartimento dell'Ain e suffraganea di Besançon, inglobò parte degli antichi territori dell'arcidiocesi di Lione (343 parrocchie) e delle diocesi di Ginevra (95 parrocchie), di Mâcon (3 parrocchie) e di Saint-Claude (40 parrocchie); le restanti 49 parrocchie già appartenevano all'antico territorio diocesano.
Il primo vescovo, Alexandre-Raymond Devie, dovette affrontare la riorganizzazione della nuova diocesi; tra le sue opere principali ci furono l'istituzione del seminario diocesano, inesistente nell'ancien régime, e la ricostruzione della cattedrale.
Nel 1949 la diocesi è entrata a far parte della provincia ecclesiastica dell'arcidiocesi di Lione.
Il 1º luglio 1971 ha ceduto alla stessa arcidiocesi di Lione otto parrocchie.
Nel marzo del 1978 il vescovo ha trasferito la sua residenza e gli uffici amministrativi della diocesi a Bourg-en-Bresse.
Il 23 gennaio 1988 ha assunto il nome attuale in forza del decreto Intra fines della Congregazione per i vescovi.
Il 20 agosto 1990 la collegiata di Nostra Signora di Bourg è stata elevata alla dignità di concattedrale.

## Cronotassi dei vescovi
Si omettono i periodi di sede vacante non superiori ai 2 anni o non storicamente accertati.
- Audace † (inizio V secolo)
- Tarnisco †
- Migezio †[3]
- Vincenzo † (prima del 552 - dopo il 570)
- Evroldo †
- Claudio I †
- Felice † (prima del 585 - dopo il 589)
- Aquilino † (menzionato nel 614)
- Fiorentino † (menzionato nel 650)
- Ipodimio †
- Pracmazio †
- Berterio †
- Ansemondo † (menzionato nel 722)
- Sant'Ippolito † (prima del 755 - circa 776 deceduto)
- Gondoaldo †
- Agislo †
- Eulogio †
- Adoreperto †
- Ermonberto †
- Rodogerio †
- Ritfredo †
- Stefano I †
- Ringuino †
- Sigoldo †
- Adalbaldo † (prima dell'887 - dopo l'899)
- Stefano II † (inizio del X secolo)[4]
- Elisachar (o Elisiardo) † (prima del 915 - dopo il 927)
- Isacco †
- Gerolamo † (menzionato nel 932)
- Erico (o Enrico) † (menzionato nel 985)
- Desiderio †
- Eudes I † (prima del 995 - dopo il 1003)
- Herdulphe †
- Aimone di Savoia † (prima del 1028 - dopo il 1044)
- Gauceran † (prima del 1053 - dopo il 1072)
- Ponce † (prima del 1091 - dopo il 1115)
- Amicon † (menzionato nel 1120 circa)
- Ponce de Balmey, O.Carth. † (1121 - dopo il 1129 dimesso)
- Berlion † (menzionato nel 1134)
- Nantellus †
- Bernard de Portes, O.Carth. † (? dimesso)
- Guillaume I † (prima del 1141 - dopo il 1160)
- Ponce de Thoire † (menzionato nel 1162)
- Sant'Antelmo, O.Carth. † (18 settembre 1163 consacrato - 26 giugno 1178 deceduto)
- Renaud, O.Carth. † (1178 - 30 novembre 1188 deceduto)
- Sant'Artaldo, O.Carth. † (1188 - 1190 dimesso)
- Eudes II † (1190 - ?)
- Bernard II de Thoire, O.Carth. † (prima del 1198 - 4 marzo 1207 deceduto)
- Benoit de Langres † (menzionato nel 1208)
- Bernard III de Thoire-Villars † (1211 - 1212 dimesso)
- Boniface de Thoire-Villars † (1213 - 1218)
- Jean de Rotoire †
- Pierre de Saint-Cassin, O.Cist. †
- Bonifacio di Savoia, O.Carth. † (1232 - 17 settembre 1243 nominato arcivescovo di Canterbury)
- Bernard IV † (menzionato nel 1244)
- Pierre II †
- Thomas de Thorimbert † (menzionato nel 1250)
- Giovanni da Piacenza † (prima del 1255 - dopo il 1269)
- Bernard V † (menzionato nel 1272)
- Berlion D'Amisin † (prima del 1280 - dopo il 1282)
- Guillaume II
- Pierre de La Baume † (prima del 1285 - dopo il 1298)
- Jean de La Baume † (menzionato nel 1308)
- Thomas II † (1308 - dopo il 1314)
- Jacques de Saint-André † (1325 - ? deceduto)
- Amédée d'Amasin † (8 gennaio 1349 - ? deceduto)
- Guillaume de Martel † (18 gennaio 1356 - 1368 deceduto)
- Edoardo di Savoia-Acaia, O.S.B. † (7 maggio 1371 - 27 novembre 1375 nominato vescovo di Sion)
- Nicolas de Bignes † (27 novembre 1375 - 19 aprile 1394 deceduto)
  - Aymon † (7 agosto 1394 - 1395 dimesso) (amministratore apostolico)
- Rodolphe de Bonet † (26 aprile 1395[5] - 1413 deceduto)
- Antoine Clément, O.F.M. † (1º aprile 1422 - ? dimesso)
- Guillaume Didier † (3 dicembre 1427 - 17 maggio 1437 nominato vescovo di Vercelli)
- Aimerico Segaudi, C.R.S.A. † (18 dicembre 1437 - 28 novembre 1438 nominato vescovo di Mondovì)
- Percival de la Baume † (28 novembre 1438 - 1444)
- Pierre de Bolomier † (6 aprile 1444 - 1461 deceduto)
- Guillaume de Varax † (5 gennaio 1461 - 18 aprile 1462 nominato vescovo di Losanna)
- Jean de Varax † (26 aprile 1462 - 1507 deceduto)
- Claude de Estavayer, O.Cist. † (24 maggio 1507 - 28 dicembre 1534 deceduto)
  - Philippe de la Chambre, O.S.B. † (8 gennaio 1535 - 24 maggio 1538 dimesso) (amministratore apostolico)
- Antoine de la Chambre † (24 maggio 1538 - 1575 deceduto)
- Jean-Godefroi Ginod † (27 aprile 1575 - 12 aprile 1604 deceduto)
  - Sede vacante (1604-1609)
- Jean-Pierre Camus † (25 maggio 1609 - 1629 dimesso)
- Jean de Passelaigue, O.S.B.Clun. † (19 novembre 1629 - 12 agosto 1663 deceduto)
  - Sede vacante (1663-1665)
- Jean-Albert Belin, O.S.B.Clun. † (7 dicembre 1665 - 29 aprile 1677 deceduto)
- Pierre du Laurens, O.S.B.Clun. † (7 novembre 1678 - 13 gennaio 1705 deceduto)
- François de Madot † (7 settembre 1705 - 16 marzo 1712 nominato vescovo di Chalon)
- Jean du Doucet (Dousset) † (5 ottobre 1712 - 4 febbraio 1745 deceduto)
- Jean-Antoine de Tinseau † (19 luglio 1745 - 19 luglio 1751 nominato vescovo di Nevers)
- Gabriel Cortois de Quincey † (19 luglio 1751 - 14 gennaio 1791 deceduto)
  - Sede vacante (1791-1801)
  - Sede soppressa (1801-1822)
- Alexandre-Raymond Devie † (13 gennaio 1823 - 25 luglio 1852 deceduto)
- Georges-Claude-Louis-Pie Chalandon † (25 luglio 1852 succeduto - 4 febbraio 1857 nominato arcivescovo di Aix)
- Pierre-Henri Gérault de Langalerie † (14 febbraio 1857 - 30 settembre 1871 nominato arcivescovo di Auch)
- François-Marie-Benjamin Richard de la Vergne † (16 ottobre 1871 - 7 maggio 1875 nominato arcivescovo coadiutore di Parigi[6])
- Jean-Joseph Marchal † (8 giugno 1875 - 30 gennaio 1880 nominato arcivescovo di Bourges)
- Pierre-Jean-Joseph Soubiranne † (30 gennaio 1880 - ottobre 1887 dimesso[7])
- Louis-Henri-Joseph Luçon † (8 novembre 1887 - 21 febbraio 1906 nominato arcivescovo di Reims)
- François-Auguste Labeuche † (13 luglio 1906 - 18 marzo 1910 deceduto)
- Adolph Manier † (13 aprile 1910 - 30 luglio 1929 deceduto)
- Virgile-Joseph Béguin † (15 novembre 1929 - 24 dicembre 1934 nominato arcivescovo di Auch)
- Amédée-Marie-Alexis Maisonobe † (29 maggio 1935 - 15 novembre 1954 deceduto)
- René-Fernand-Eugène Fourrey † (2 giugno 1955 - 17 maggio 1975 ritirato)
- René-Alexandre Dupanloup † (17 maggio 1975 succeduto - 7 novembre 1986 dimesso)
- Guy Claude Bagnard (8 luglio 1987 - 15 giugno 2012 ritirato)
- Pascal Roland, dal 15 giugno 2012

## Statistiche
La diocesi nel 2022 su una popolazione di 647.634 persone contava 382.000 battezzati, corrispondenti al 59,0% del totale.
| anno | popolazione | popolazione | popolazione | presbiteri | presbiteri | presbiteri | presbiteri                | diaconi | religiosi | religiosi | parrocchie |
| anno | battezzati  | totale      | %           | numero     | secolari   | regolari   | battezzati per presbitero | diaconi | uomini    | donne     | parrocchie |
| ---- | ----------- | ----------- | ----------- | ---------- | ---------- | ---------- | ------------------------- | ------- | --------- | --------- | ---------- |
| 1950 | 290.000     | 306.864     | 94,5        | 460        | 402        | 58         | 630                       |         | 125       | 325       | 443        |
| 1959 | 290.000     | 312.003     | 92,9        | 472        | 387        | 85         | 614                       |         | 185       | 1.007     | 443        |
| 1969 | 290.000     | 365.831     | 79,3        | 412        | 347        | 65         | 703                       |         | 140       | 900       | 183        |
| 1980 | 290.700     | 377.400     | 77,0        | 324        | 269        | 55         | 897                       |         | 93        | 667       | 353        |
| 1990 | 369.000     | 430.000     | 85,8        | 284        | 229        | 55         | 1.299                     | 3       | 116       | 503       | 342        |
| 1999 | 350.000     | 510.000     | 68,6        | 231        | 196        | 35         | 1.515                     | 8       | 60        | 365       | 340        |
| 2000 | 350.000     | 515.186     | 67,9        | 234        | 194        | 40         | 1.495                     | 8       | 63        | 355       | 340        |
| 2001 | 350.000     | 515.270     | 67,9        | 241        | 193        | 48         | 1.452                     | 9       | 76        | 349       | 340        |
| 2002 | 350.000     | 515.270     | 67,9        | 211        | 188        | 23         | 1.658                     | 8       | 43        | 332       | 340        |
| 2003 | 350.000     | 515.270     | 67,9        | 204        | 184        | 20         | 1.715                     | 10      | 40        | 325       | 340        |
| 2004 | 350.000     | 515.270     | 67,9        | 197        | 180        | 17         | 1.776                     | 12      | 27        | 300       | 340        |
| 2006 | 350.000     | 515.278     | 67,9        | 199        | 180        | 19         | 1.758                     | 11      | 35        | 247       | 340        |
| 2012 | 354.600     | 584.000     | 60,7        | 192        | 180        | 12         | 1.846                     | 13      | 59        | 218       | 340        |
| 2015 | 359.500     | 603.827     | 59,5        | 159        | 135        | 24         | 2.261                     | 14      | 64        | 169       | 340        |
| 2018 | 369.200     | 626.127     | 59,0        | 141        | 126        | 15         | 2.618                     | 13      | 61        | 149       | 334        |
| 2020 | 376.400     | 638.425     | 59,0        | 142        | 119        | 23         | 2.650                     | 13      | 66        | 130       | 334        |
| 2022 | 382.000     | 647.634     | 59,0        | 135        | 125        | 10         | 2.829                     | 14      | 28        | 110       | 334        |